# Circulter
Circulter is een geslacht van weekdieren uit de klasse van de Gastropoda (slakken).

## Soort
- Circulter acuta Laseron, 1958